# Anthidiellum hondurasicum
Anthidiellum hondurasicum är en biart som först beskrevs av Cockerell 1949.  Anthidiellum hondurasicum ingår i släktet Anthidiellum och familjen buksamlarbin. Inga underarter finns listade i Catalogue of Life.